# Entrup (Nieheim)

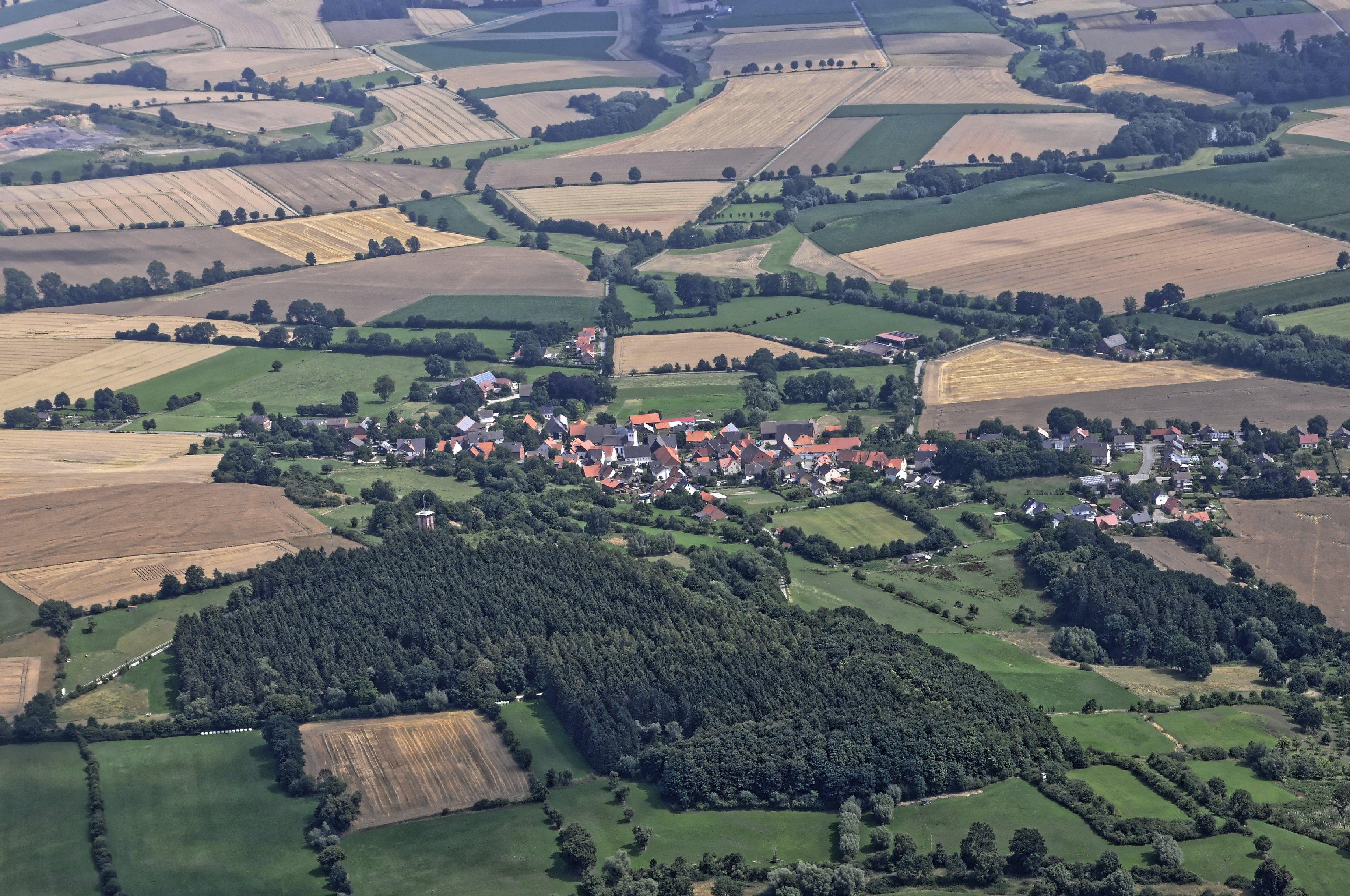
Entrup aus der Luft gesehen

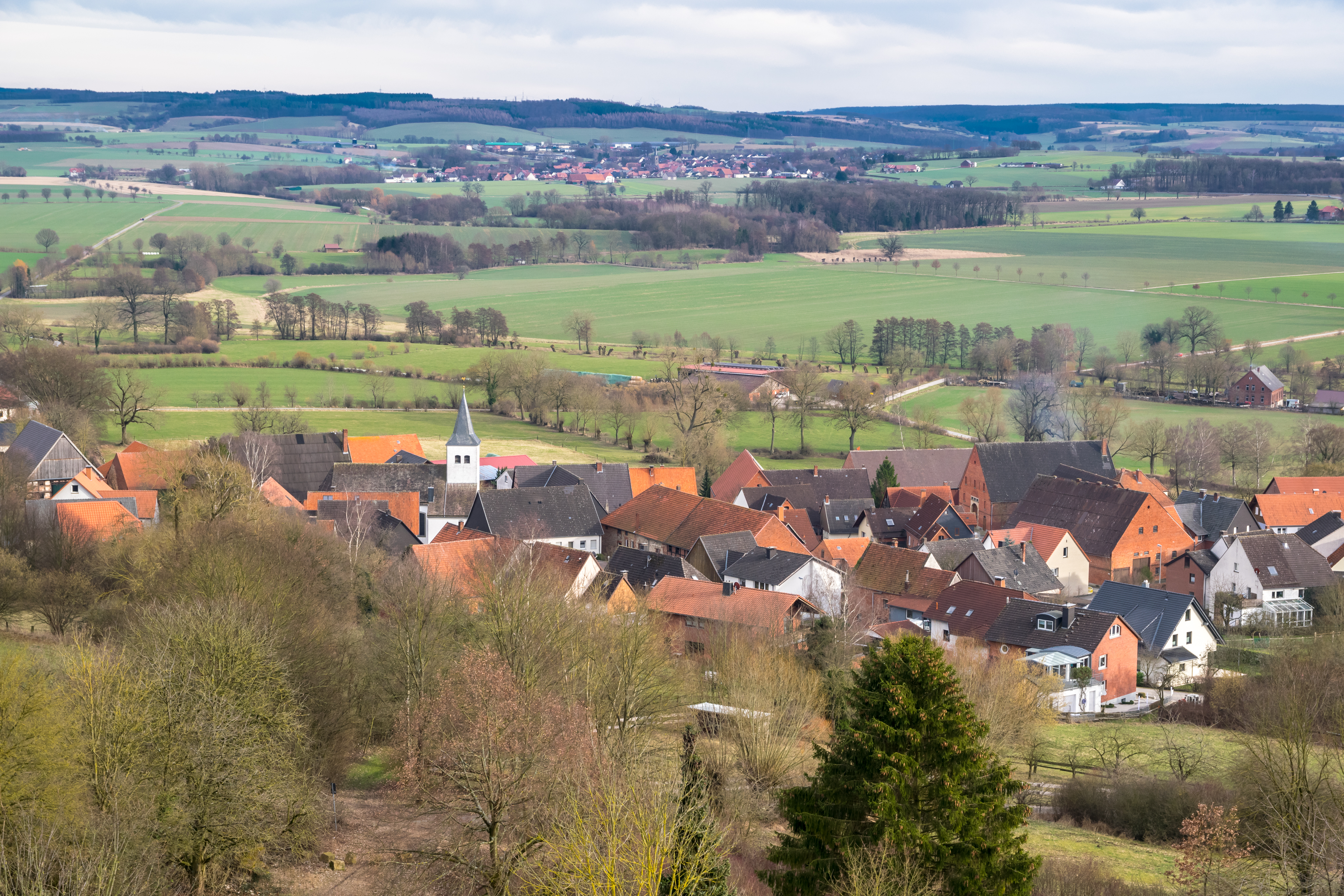
Blick vom Lattbergturm auf Entrup

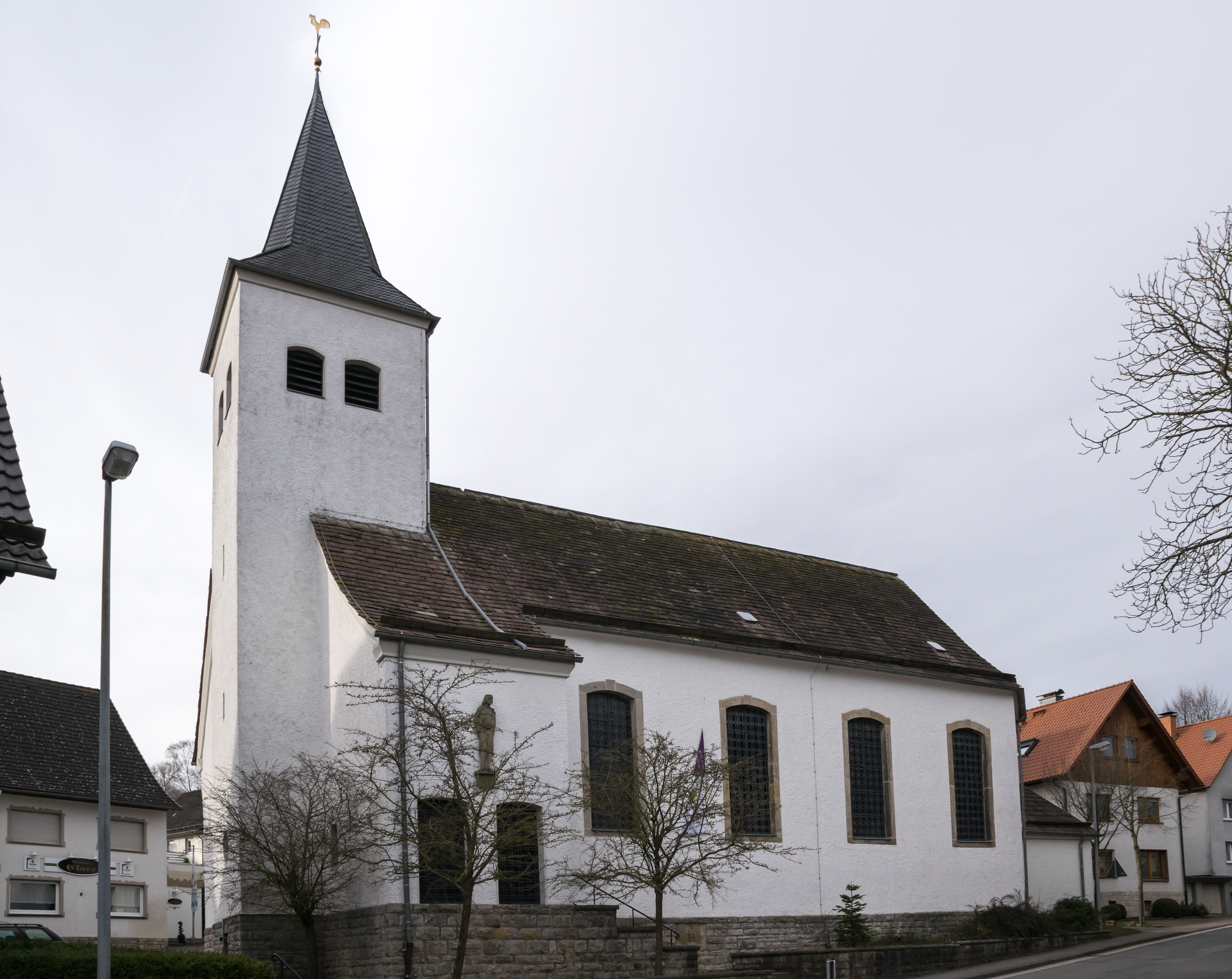
Römisch-katholische Kirche St. Johannes Baptist

Entrup ist ein Stadtteil von Nieheim im Kreis Höxter, Nordrhein-Westfalen mit 354 Einwohnern am 31. Dezember 2020.

## Geschichte
Entrup gehörte seit dem Mittelalter zum paderbornisch-lippischen Samtamt Oldenburg. Der Ort fiel 1807 an das Königreich Westphalen und gehörte dort bis 1813 zum Kanton Nieheim im Distrikt Höxter des Departements der Fulda. Nach der napoleonischen Niederlage kam Entrup 1813 zu Preußen und wurde 1816 dem neuen Kreis Brakel zugeordnet, der 1832 in den Kreis Höxter eingegliedert wurde. Im Kreis Höxter gehörte Entrup zum Amt Nieheim, das bis in die 1930er Jahre mit dem Amt Steinheim das Doppelamt Nieheim-Steinheim bildete. Am 1. Januar 1970 wurde Entrup durch das Gesetz zur Neugliederung des Kreises Höxter vom 2. Dezember 1969 mit der damaligen Stadt Nieheim und den übrigen Gemeinden des Amtes Nieheim zur neuen Stadt Nieheim zusammengeschlossen.

## Politik

### Gemeindevorsteher
Die folgenden Personen waren Gemeindevorsteher von Entrup:
- 1780 Johann Heinrich Robrecht (genannt Schmiedes)
- 1798  Ignatz Grauten (genannt Kriegerarend)
- 1801–1803 Heinrich Focke (genannt Puttmeyer)
- 1804  Conrad Rihsick
- 1806  Heinrich Focke
- 1812–1827 Friedrich Stiewe (Abtmeyer)
- 1830  Grote
- 1831  Bernhard Ahlemeyer
- 1832–1835  Johann Robrecht (genannt Pahlsmeyer)
- 1839  Stiewe
- 1843–1852 Anton Reineke (genannt Kriegerarend)
- Glitz
- Struck (genannt Stoppelberg)
- 1859–1863 Anton Grote
- 1865 Heinrich Helms
- 1877–1897 Johann Helms
- 1897–1922 Josef Ahlemeyer
- 1922–1945 Anton Struck
- 1945–1946 Franz Mönikes (genannt Bohms)
- 1946–1948 Josef Müller (Dachdeckermeister)
- 1948–1954 Bernhard Helms
- 1954–1964 Heinrich Lohmann (im Amt verstorben, infolge eines Fahrradunfalls)
- 1964–1969 Paul Reineke (genannt Kriegerarend)

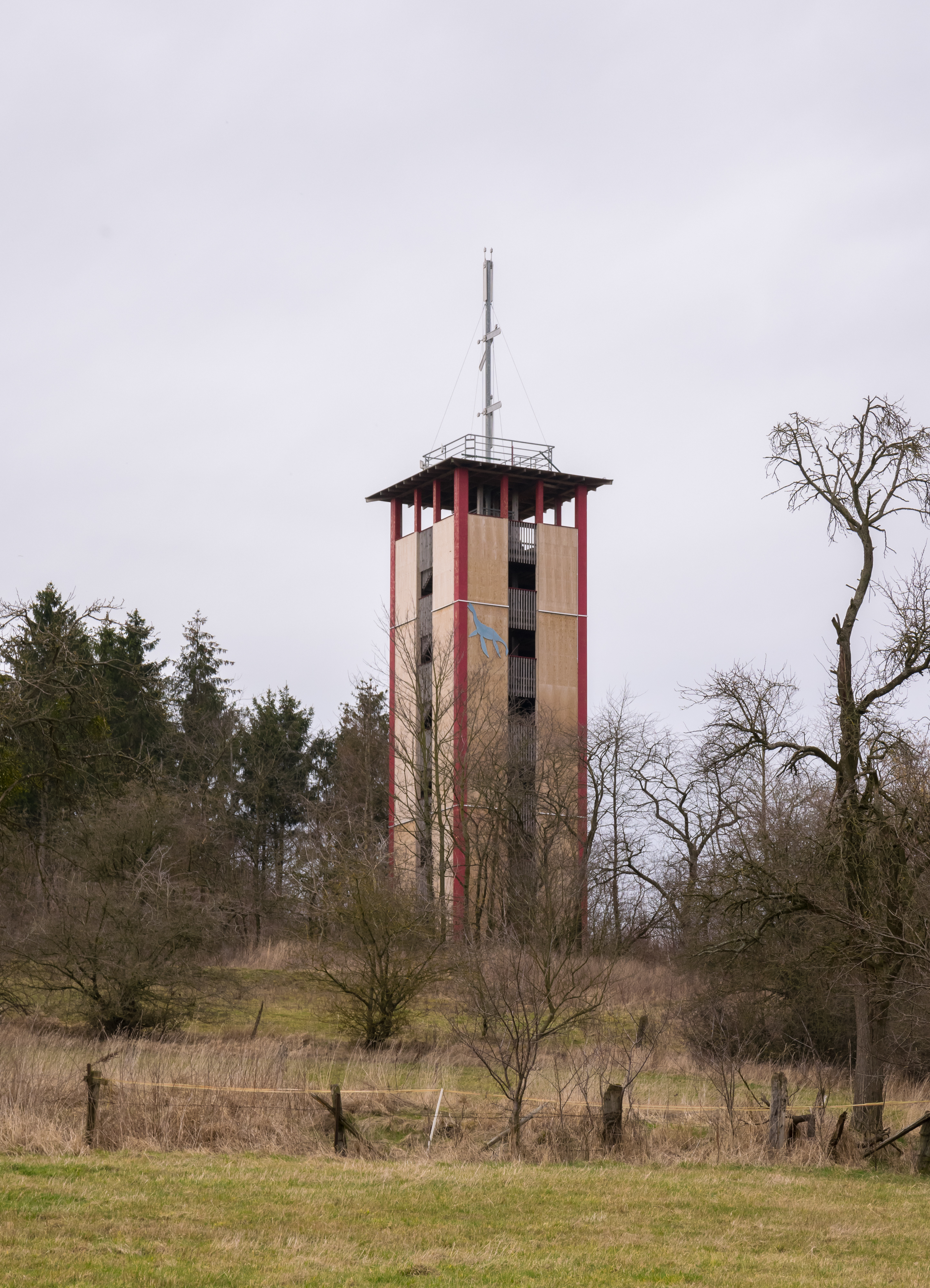
Der Lattbergturm

## Bauwerke
- St. Johannes Baptist
- Lattbergturm, 2012 eröffneter, 24 Meter hoher Aussichtsturm auf dem Lattberg,[5] mit einem Nachbau der Telegraphenstation Nr. 31 des Preußischen optischen Telegrafen.[6]